# 徳川斉敦
徳川 斉敦（とくがわ なりあつ）は、江戸時代後期の武士。御三卿の一つである一橋家第3代当主。

## 生涯
安永9年（1780年）11月21日、第2代当主・治済の六男として生まれる。寛政5年（1793年）4月8日に一橋家の世子だった兄・治国が死去したため、同年6月6日に代わって世子となる。同日に元服し、兄の第11代将軍・家斉から偏諱を受けて斉敦と名乗り、従三位・左近衛権中将兼民部卿に叙任される。
寛政10年（1798年）11月23日に左大臣二条治孝の娘・保子と婚姻する。寛政11年（1799年）1月27日に父・治済の隠居を受けて家督を相続する。文化5年（1808年）12月1日に参議に任じられた。
文化13年（1816年）9月4日に死去した。享年37。法号は厳恭院。文政5年（1822年）8月9日に権中納言が追贈された。跡を次男・斉礼が継いだ。
趣味は絵画で、その作品が今も現存している。

## 家族
- 正室：二条保子（?- 享和3年4月26日（1803年6月15日））
  - 長男：備千代（享和3年4月24日（1803年6月13日）- 文化元年6月20日（1804年7月26日））
- 側室：野尻氏お美須（?- 天保14年6月22日（1843年7月19日））
  - 次男：徳川斉礼（享和3年10月3日（1803年11月16日）- 文政13年6月19日（1830年8月7日））- 一橋家第4代当主
- 側室：中川氏（? - ?）
  - 三男：信之助（文化10年7月19日（1813年8月14日）- 文化11年9月5日（1814年10月17日））
- 生母が不明の子女
  - 長女：樹姫（寛政10年3月21日（1798年5月6日）- 寛政11年4月12日（1799年5月16日））
  - 次女：幹姫（享和元年6月9日（1801年7月19日）- 文政7年9月7日（1824年10月28日））- 有馬頼徳正室
  - 三女：英姫（文化2年1月23日（1805年2月22日）- 安政5年9月10日（1858年10月16日）） - 島津斉彬正室
  - 四女：吉姫（文化3年8月11日（1806年9月22日）- 文化4年6月4日（1807年7月9日））
  - 五女：榮姫（文化8年11月13日（1811年12月28日）- ?）- 奥平昌暢正室
  - 六女：直姫（文化11年10月30日（1814年12月11日）- 文化12年2月5日（1815年3月15日））